# Mikkel Munch-Fals
Mikkel Munch-Fals (født 25. oktober 1972 i Næstved) er en dansk filminstruktør, manuskriptforfatter, tv-vært, spillefilmkonsulent og illustrator.
Mikkel Munch-Fals er uddannet cand.mag. i filmvidenskab fra Københavns Universitet.
Hovedforfatter og instruktør af tv-serien Orkestret med bl.a. Frederik Cilius, Rasmus Bruun, Caspar Philipson, Neel Rønholt, Lise Baastrup, Emma Sehested Høeg og Ina-Miriam Rosenbaum i de store roller. Begge sæsoner af Orkestret begejstrede både anmeldere og publikum og serien vandt flere Robert priser samt priser ved Århus Series. Robert priser for Bedste korte serie til både sæson 1 og 2, Bedste mandlige hovedrolle (Frederik Cilius i rollen som Bo Høxenhaven) samt Bedste kvindelige birolle (Emma Sehested Høeg i rollen som Elin). Ved Århus Series har Orkestret vundet priser for Bedste fortløbende serie, Bedste instruktion og Bedste manuskript samt Publikumsprisen. Serien er solgt til adskillige lande.
Mikkel Munch-Fals skrev og instruerede i 2010 spillefilmen Smukke mennesker (eng.titel: Nothing´s All Bad). En ensemblefilm om sex, ensomhed og menneskelige transaktioner med Bodil Jørgensen, Sebastian Jessen, Mille Hoffmeyer Lehfeldt og Henrik Prip i de cantrale hovedroller, samt en håndfuld af Danmarks mest kendte skuespillere i birollerne. Filmen blev set af få i biografen, men var en del af det officielle udvalg på mange internationale filmfestivaler og blev bl.a. nomineret til en European Film Award og modtog en Special Mention på San Sebastian Film Festival. Bodil Jørgensen vandt en Robert for sin rolle i filmen, mens Kurt Ravn blev hædret med en Bodil-statuette for bedste mandlige birolle.
I 2008 blev Mikkel Munch-Fals ansat på Danmarks Radio som tilrettelægger og vært for filmprogrammet DR2 Premiere, som vandt TV-prisen for bedste aktualitetsprogram. Samme år blev han kåret som årets tv-vært af Politikens læsere. Han har desuden været vært på flere programmer, herunder Nærkontakt, temalørdage på DR2 og serien Livet efter livet, som på én og samme tid gik skeptisk og fordomsfrit til spørgsmålet om et efterliv.
I 2010 var han kunstnerisk leder på Odense Internationale Film Festival – også kaldet OFF10.
Han skrev og instruerede folkekomedien Swinger, som bl.a. havde Mille Dinesen, Martin Buch, Rasmus Botoft og Birthe Neumann på rollelisten.
Fra 2015 til 2019 var Mikkel Munch-Fals ansat som spillefilmkonsulent ved Det danske filminstitut, hvor han bl.a. støttede film som Christian Tafdrups Speak No Evil, René Frelles Onkel, Lars von Triers The House That Jack Built samt Joshua Oppenheimers The End.
Debuterede som manuskriptforfatter og instruktør med kortfilmen Ynglinge, som vandt hovedprisen på Tampere Film Festival og var i konkurrence på adskillige internationale filmfestivaler, herunder Tribeca Film Festival.
I 2007 deltog hans kortfilm Partus på flere internationale filmfestivaler og blev belønnet med en Robert for årets bedste kortfilm.
I perioden 2002 – 2003 var Mikkel Munch-Fals satiretegner på Politiken og optrådte i samme avis med tegneseriestriben Alice & Ugge.
Bidrog i udviklingen af quizbrætspillet Bezzerwizzer.
Debuterede som novelleforfatter med Tommelsutter, som blev udgivet i Ud & Se.